# União Agrícola Barbarense FC
União Agrícola Barbarense FC is een Braziliaanse voetbalclub uit de stad Santa Bárbara d'Oeste in de deelstaat São Paulo.

## Geschiedenis
De club werd in 1914 opgericht als União Foot-Ball Club. In 1918 werd de naam gewijzigd in Athlético Barbarense Foot-Ball Club en een jaar later in Sport Club Athlético Barbarense. In 1920 fuseerde de club met 7 de Setembro da Fazenda São Pedro en nam zo de naam Sport Club União Agrícola Barbarense. Later dat jaar werd dan de huidige naam aangenomen.
Na jaren amateurvoetbal werd de club een profclub in 1967 en ging in de derde klasse van het Campeonato Paulista spelen, waar de club meteen de titel won en zo naar de tweede klasse promoveerde. De club speelde er tot 1976 met uitzondering van seizoen 1972 en na enkele jaren als amateurclub opnieuw van 1980 tot 1986. De volgende jaren was de club een liftploeg tussen de tweede en derde klasse en in 1998 werd de club eindelijk kampioen van de Série A2. In het eerste seizoen in de hoogste klasse werd de club zesde. In 2000 mocht de club ook voor het eerst aantreden in de nationale reeksen en nam deel aan de Série C, maar werd laatste in zijn groep. Na twee mindere seizoenen in de staatscompetitie werd de club in 2003 groepswinnaar voor Guarani en Palmeiras en plaatste zich voor de tweede ronde, waarin ze verloren van Corinthians. De club mocht opnieuw deelnemen aan de Série C en bereikte de tweede ronde, waarin ze verloren van Ituano. Ook in 2004 bereikte de club de tweede fase van de staatscompetitie en verloor daar van Santos. In de Série C werd de club zelfs kampioen en promoveerde zo naar de Série B. Na één seizoen degradeerde de club terug en degradeerde dat jaar ook uit de hoogste klasse van het staatskampioenschap. Als degradant van de Série B mocht de club wel nog in de Série C van 2006 aantreden, maar werd ook daar laatste in de groepsfase. Tot overmaat van ramp volgde in de Série A2 zelfs een tweede degradatie op rij, zodat de club in 2007, amper twee jaar nadat de club in de tweede nationale reeks speelde nu actief was in de derde klasse van de staatscompetitie.
Na twee seizoenen promoveerde de club weer en na vier jaar kon de club ook terugkeren naar de hoogste klasse. Echter kon de club ook nu het behoud niet verzekeren. Na twee middelmatige seizoenen in de Série A2 kon de club in 2016 de eindronde om promotie behalen, maar werd daar meteen uitgeschakeld door Mirassol. In 2017 werd de club laatste en degradeerde zo terug naar de Série A3, waaruit de club ook na één seizoen degradeerde.

## Bekende ex-spelers
- Beto
- Boiadeiro
- Chicão
- Emerson
- Rinaldo
- Tiago